# LOVE MACHINE
《LOVE MACHINE》（日语：LOVEマシーン）是日本的女子偶像組合「早安少女組。」的第7张单曲。於1999年9月9日由zetima发售。

## 概要
- 《LOVE MACHINE》是早安少女組。第三期成員後藤真希加入後的第一張單曲，亦是初期成員石黑彩畢業前最後參與的一張單曲。
- 共以3種版本發行，分別為「8cm版」、「12cm版」和「LP版」。「12cm」CD版收錄《LOVE MACHINE (Early Unision Version)》；「LP版」收錄《LOVE MACHINE (analog remix)》和「Secret Track」。
- 因前張單曲《故鄉》銷售成績不盡理想，而採取較為開朗的曲風。該曲原為淳君於1993年所作，計劃作為射亂Q新曲，但其他成員認為是「老土歌」而擱置。因此在後來也有「被藝人嫌棄的老土歌卻大賣了」的評論。
  - 本來該歌曲被命名為「饅頭少女」，並在歌詞裡面連唱「（乳房）」，但被當時射亂Q的成員強烈反對。
- 最初計劃是以1999年9月9日發售由9人早安少女組。演唱的新曲為賣點，因此在三期成員甄選會舉行時計劃增員兩人。但最終決定只有「水平遠超其他參選者」的後藤真希一人合格，最終由8位成員演唱本曲。
- 於當年9月20日、9月27日和10月4日的Oricon單曲週榜連續三週取得冠軍，是三期成員加入後首張冠軍單曲，亦成為出道以來第二張冠軍單曲。
- 為早安少女組出道以來銷量最高的單曲（1,647,401張），也是出道以來首張百萬單曲。
- 在第41屆日本唱片大獎獲得「優秀作品獎」和「作曲獎」、第14回日本金唱片大獎獲得「年度最佳歌曲」，同年年末在第50回NHK紅白歌合戰演唱其歌曲《LOVE MACHINE》。
- 在第58回NHK紅白歌合戰與Berryz工房和℃-ute以組曲形式演出，曲目為《LOVE MACHINE》 - 《The☆Pea～ce!》 - 《戀愛革命21》 - 《交往中卻像單相思》 - 《都會女孩 純情》 - 《LALALA　幸福之歌》。
- 2009年，韓國女子團體After School的第2张數位單曲《Dream Girl》為《LOVE MACHINE》的韓語翻唱版本。

## 專輯封面
以下是8位團員在MV封面的位置：
| ⑦飯田圭織 2005年1月30日畢業 | ⑤保田圭 2003年5月5日畢業    | ③中澤裕子 2001年4月15日畢業 | ①石黑彩 2000年1月7日畢業      |
| ⑧矢口真里 2005年4月14日退出 | ⑥安倍夏美 2004年1月25日畢業 | ④後藤真希 2002年9月23日畢業 | ②市井紗耶香 2000年5月21日畢業 |

以上的成員因為畢業或退團順序正好對應上方的排列（從右至左）形成巧合，因此成為話題，稱為「LM法則（ラブマの法則）」。

## 收錄内容

### 8cmCD盤
1. LOVE MACHINE
（作詞・作曲：淳君　編曲：ダンス☆マン）
2. 21世紀
（作詞・作曲：淳君　編曲：鈴木俊介）
3. LOVE MACHINE (Instrumental)

### 12cmCD盤
1. LOVE MACHINE
2. 21世紀
3. LOVE MACHINE (Instrumental)
4. LOVE MACHINE (Early Unision Version)

### LP盤
- A面

1. LOVE MACHINE
2. LOVE MACHINE (Instrumental)

- B面

1. LOVE MACHINE (analog remix)
2. LOVE MACHINE (analog remix Instrumental)
3. Secret Track

## 電視劇
《"青澀時代"名曲劇集系列 「早安少女組。“LOVE MACHINE”」》為2017年3月25日22:00 - 23:00NHK BS Premium播出的日本電視劇。以早安少女組。〈LOVE MACHINE〉1999年日本背景為主題。

### キャスト
- 滿島龍平：若葉龍也
- 愛澤知惠：友坂理惠
- 工員：矢口真里（早安少女組。OG）
- 工員：保田圭（早安少女組。OG）
- 錦野弘太郎：鶴見辰吾
- 迫田：井之脇海

平山祐介、山本龍二等